# Palazzo Gironda di Canneto
Il Palazzo Gironda di Canneto, noto anche come Palazzo Caracciolo di Vietri, è un edificio di valore storico e architettonico di Napoli, situato in via Monte di Dio.
Nel 1537 venne censito un grosso isolato tra via Monte di Dio e via Egiziaca, passante per l'attuale Supportico d'Astuti, sul quale vennero costruiti nei decenni successivi vari edifici. Quest'intero isolato nel 1596 risultava di proprietà del capitano Alonso de Carlos. La di lui moglie dopo la sua dipartita vendette il palazzo con giardino affacciante su via Monte di Dio a Isabella Eleobotta; la quale a sua volta lo vendette molti anni dopo a Giuseppe Guglielmino, principe di Canneto. La relazione censuaria di Antonio Galluccio del 1689 rileva appunto tale edificio come proprietà del principe di Canneto. Nel 1715 Petronilla Guglielmino, ultima esponente della sua famiglia, portò in dote il palazzo al marito Giovanni Giuseppe Gironda, che così ereditò anche il titolo di principe di Canneto (in Abruzzo), cedendo al contempo il titolo di marchese di Canneto (di Bari) alla famiglia Nicolai.
Il Catasto del 1815, voluto da re Murat, attesta il frazionamento della proprietà in due quote tra Giuseppe Gironda (1781-1851) e Salvatore Arcangelo Mauro.
Il fatto che l'edificio sia chiamato da certe fonti come Caracciolo di Vietri può far ipotizzare l'acquisto da parte di questa famiglia dopo che, a fine '800, Giuseppe Gironda (1855-1924), sesto principe di Canneto, scelse come sua dimora il Palazzo Ruffo di Bagnara.
L'anonimato della facciata a tre piani è "redento" dallo splendido portale seicentesco in piperno a bugne piramidali, con una coppia di possenti telamoni che sorregge scenograficamente il balcone centrale del primo piano. Altra particolarità del palazzo, dovuta alla natura inclinata del suolo su cui sorge, è dato dal fatto che la scala sporge di lato, precisamente sulla parete destra del cortile, e non in asse rispetto all'androne come da consuetudine dell'architettura barocca napoletana.

## Altre immagini

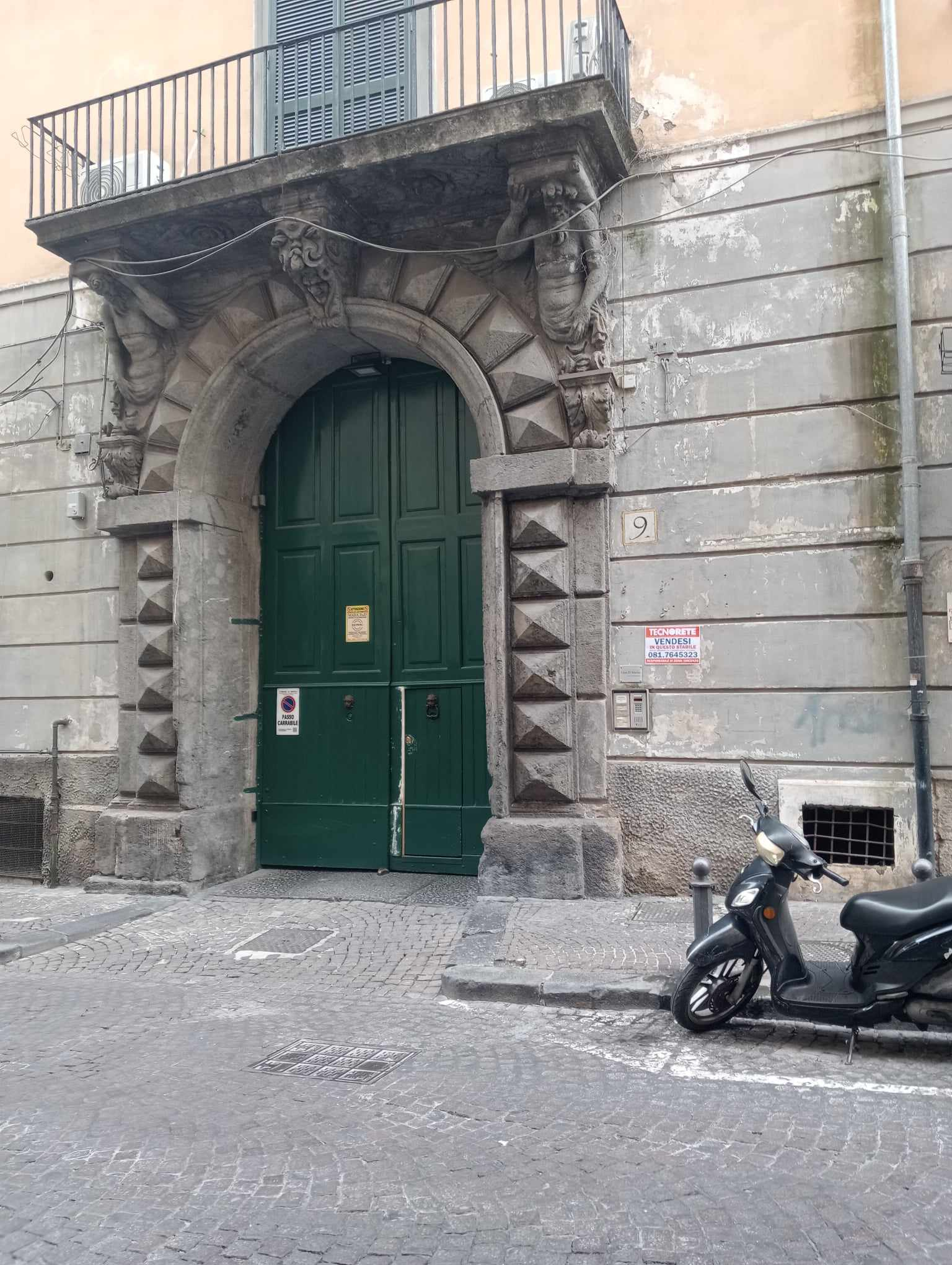
Il portale